# Peripherer Widerstand
Der (totale) periphere Widerstand (englisch total peripheral resistance, TPR) ist eine Größe aus der Physiologie des Herzkreislaufsystems mit medizinischer Bedeutung. Sie quantifiziert den Widerstand, den die Blutgefäße und die Viskosität des Blutes dem vom Herzen generierten Volumenstrom entgegensetzen. Peripher heißt in diesem Zusammenhang „außerhalb des Herzens“ in den Gefäßen begründet; ein erhöhter nichtperipherer Widerstand würde z. B. von einer verengten Aortenklappe ausgehen.
Der periphere Widerstand kann im Rahmen der Kreislaufregulation variieren. Er sinkt durch eine Weitung (Dilatation) und steigt durch eine Verengung (Konstriktion) der Arteriolen, die lokal die Durchblutung bestimmen. Eine Gefäßverengung wird durch den Sympathikus vermittelt und wirkt als Teil des Baroreflexes kurzfristig Abfällen des Blutdrucks entgegen. Die meisten Antihypertensiva bewirken durch gefäßerweiternde Eigenschaften (Vasodilatation) eine Senkung des peripheren Gesamtwiderstandes.
Diese Definitionen beziehen sich ausschließlich auf den arteriellen Schenkel der beiden Blutkreisläufe. Analoges gilt jedoch auch für die venösen Schenkel im kleinen Kreislauf und im großen Kreislauf. „Die Größe des venösen Rückstromes aus der Peripherie zum Herzen ist dem intravasalen Blutdruckgefälle zwischen Peripherie und Herzen proportional und dem Strömungswiderstand der durchströmten Venen umgekehrt proportional.“

## Synonyme
Synonyme sind: Kreislaufwiderstand, Gefäßwiderstand, Auswurfwiderstand, Nachlast (Afterload), hämodynamischer Widerstand, Nachbelastung, Gesamtkörperkreislaufwiderstand, peripherer vaskulärer Widerstand und peripherer Gesamtgefäßwiderstand.

## Physiologie
Die Dehnbarkeit und die Steifigkeit der Blutgefäße beeinflussen den peripheren Widerstand. Die Tatsache, dass der periphere Widerstand näherungsweise der Quotient aus Blutdruck und Herzzeitvolumen ist, nennt man Druck-Durchfluss-Beziehung. Dass das Herzzeitvolumen näherungsweise der Quotient aus Blutdruck und peripherem Widerstand oder auch die Quadratwurzel des Quotienten aus Herzleistung und peripherem Widerstand ist, gilt unabhängig voneinander für den kleinen und für den großen Blutkreislauf sowie für Arterien und Venen.

## Definition
Die Differenz zwischen mittlerem arteriellen Blutdruck und zentralem Venendruck ist der Antrieb für den Blutstrom durch den Körperkreislauf. Der periphere Widerstand ist (analog zum ohmschen Widerstand) als Quotient von Druckdifferenz {\displaystyle \Delta p} und Herzzeitvolumen {\displaystyle {\dot {V}}} (HZV) definiert: Das gilt sowohl für den (kleinen) Lungenkreislauf wie auch für den (großen) Körperkreislauf; im kleinen Kreislauf entspricht die Druckdifferenz dem pulmonalarteriellen Druck.
Die Formel {\displaystyle R={\frac {\Delta p}{\dot {V}}}} gilt als „Ohmsches Gesetz des Herzens“: {\displaystyle {\text{Herzwiderstand}}={\frac {\text{Venendruck}}{\text{Schlagvolumen}}}}.
Die SI-Einheit des peripheren Widerstandes ist Pa·s/m3 = N·s/m5. Zu älteren Widerstandseinheiten besteht die Beziehung 1 mmHg/(l/min) = 1 mmHg·min/l = 7.999.320 N·s/m5 ≈ 80 dyn·sek/cm5. Die Dimension des peripheren Widerstandes ist der Quotient der Dimensionen von Druck und Volumenfluss. Der Druck hat die Dimension ML−1T−2. Der Volumenfluss hat die Dimension L3T−1. Also hat der periphere Widerstand die Dimension ML−4T−1.
Der periphere Widerstand ergibt sich aus einzelnen Gefäßwiderständen unter sinngemäßer Anwendung der Regeln zur Addition von elektrischen Widerständen in Reihen- und Parallelschaltung.

## Messung
Die Messung des peripheren Widerstands besteht in der Messung der Druckdifferenz und des Herzzeitvolumens. Die Drücke können bei einer Herzkatheteruntersuchung genau bestimmt werden. Unter Verwendung eines Tabellenwerts für den zentralen Venendruck und einer Faustformel zur Berechnung des mittleren arteriellen Drucks sind (mit geringer Genauigkeit) auch systolischer und diastolischer Blutdruck aus der gewöhnlichen Blutdruckmessung verwertbar.
Das Herzzeitvolumen kann beispielsweise durch Echokardiografie oder Impedanzkardiografie bestimmt werden.
Grob abgeschätzt werden kann der periphere Widerstand an der Hauttemperatur (kühle Haut: hoher peripherer Widerstand; warme Haut: niedriger peripherer Widerstand). Der Schockindex (Herzfrequenz dividiert durch den arteriellen Blutdruck) kann als Maß für den peripheren Widerstand angesehen werden, wobei ein normales Schlagvolumen vorausgesetzt werden muss, sodass von der Herzfrequenz auf das Herzzeitvolumen geschlossen werden kann. Ein niedriger peripherer Widerstand äußert sich dann in einem hohen Schockindex.
Normalwerte
- Großer Kreislauf: systemischer oder peripherer Gefäßwiderstand (SVR): 900–1400 dyn×sec×cm−5 = 11,3–17,5 mmHg×min/l = 90–140 N×s/m5
- Kleiner Kreislauf: pulmonaler Gefäßwiderstand (PVR): 45–120 dyn×sec×cm−5 = 0,56–0,94 mmHg×min/l = 4,5–7,5 N×s/m5

## Einflussfaktoren
Zustände mit erhöhtem peripheren Widerstand
- niedrige Umgebungstemperatur
- Volumenmangel- und kardiogener Schock
- pulmonaler Widerstand: Hypoxie im Lungenkreislauf, Lungenerkrankungen (z. B. Embolie, Emphysem, Fibrose)

Zustände mit erniedrigtem peripheren Widerstand
- dynamische Muskelarbeit, Erholung nach Muskelarbeit
- verstärkte Durchblutung der Haut zur Wärmeabgabe
- Schwangerschaft
- Shunts
- anaphylaktischer Schock
- Hypoxie in den Gefäßen des großen Kreislaufes

Die Hyperthyreose (Schilddrüsenüberfunktion) ist ein Zustand, bei dem widerstandserhöhende und widerstandssenkende Einflüsse gleichzeitig wirksam sind. In der Summe wird der periphere Widerstand gesenkt.